# Zala, Somogy
Zala  este un sat în districtul Tab, județul Somogy, Ungaria, având o populație de 260 de locuitori (2011). 

## Demografie
Componența etnică a satului Zala
     Maghiari (100%)
Componența confesională a satului Zala
     Reformați (6,15%)
     Luterani (1,54%)
     Necunoscută (92,31%)
Conform recensământului din 2011, satul Zala avea 260 de locuitori. Din punct de vedere etnic, majoritatea locuitorilor (100,0%) erau maghiari. Nu există o religie majoritară, locuitorii fiind reformați (6,15%) și luterani (1,54%). Pentru 92,31% din locuitori nu este cunoscută apartenența confesională.